# Alessandro Saporiti
Alessandro Luigi Saporiti (Como, 12 febbraio 1863 – Roma, 19 luglio 1941) è stato un militare e politico italiano.

## Biografia
Di leva nel 12º reggimento Bersaglieri, si rafferma e intraprende la carriera militare. Decorato nel corso della prima guerra mondiale, a riposo dal 1932. Fascista della prima ora, organizzatore di squadre d'azione, è stato uno dei più autorevoli esponenti del fascismo di Mantova, città di cui è stato segretario politico del locale fascio, prefetto, commissario e podestà. Luogotenente generale della Milizia ha svolto le funzioni di vicepresidente di sezione al Tribunale speciale per la difesa dello Stato.